# Археографічна комісія
Археографі́чна комі́сія — наукова установа, створена 1834 в Петербурзі при Міністерстві народної освіти для систематичного збирання, описування та видання історичних документів і пам'яток вітчизняної історії.
Археографічна комісія виявляла документи в архівах, бібліотеках, монастирях, установах, приватних архівах не тільки в Росії, а й у Франції, Німеччині, Італії та інших країнах.
Археографічна комісія видала збірники документів з історії Росії, Білорусі, Литви, Кавказу 14—18 ст. (серед них: «Повне зібрання російських літописів», 24 т., 1841—1921; «Акти історичні» і «Додатки до актів історичних», 17 т., 1841 — 75; «Акты юридического быта», 3 т., 1857—1884; «Литовська метрика»), а також з історії України («Акты Западной России», «Акты Южной и Западной России» та ін.). Видавала також «Літопис занять Археографічної комісії» (32 випуски). В роботі Археографічної комісії брали участь відомі історики й археографи 19 ст. П. М. Строєв, М. І. Костомаров, С. М. Соловйов, М. І. Семевський та інші.
Публікації Археографічної комісії містять велику кількість цінних документів з історії Росії та України. Однак в деяких виданнях є помилки у відтворенні текстів документів та їх датуванні.
У 1922 Археографічну комісію було ліквідовано, а її функції передано історико-археографічній комісії АН СРСР, яка видає «Археографічний щорічник».